# Ярославський трамвай
Ярославський трамвай — діюча трамвайна мережа у місті Ярославль, Росія.
Трамвайна мережа в місті Ярославль була введена в експлуатацію 17 грудня 1900. У 2000-х ліквідовано трамвайні маршрути в центрі міста, залишивши маршрути на околиці міста.

## Депо
- № 3 трамвайне депо відкрито 17 грудня 1900, закрито 1 листопада 2005
- № 4 трамвайне депо відкрито в 1977 році
- Депо №1 і №2 є тролейбусними

## Маршрути на лютий 2021
| № | Маршрут                                 | Довжина лінії | Кількість вагонів на лінії |
| - | --------------------------------------- | ------------- | -------------------------- |
| 1 | Вулиця Свердлова — Вулиця Чкалова       | 4,6 км        | 8 шт                       |
| 5 | Лікарня №9 — Вулиця Чкалова             | 15,7 км       | 19 шт                      |
| 6 | Моторний завод — Вулиця Блюхера         | 6,8 км        | 2 шт                       |
| 7 | Вулиця Волгоградська — Вулиця Свердлова | 13,2 км       | 14 шт                      |

## Рухомий склад на початок 2010-х
| Тип      | Штук |
| -------- | ---- |
| KTM-5    | 16   |
| KTM-5A   | 8    |
| KTM-19K  | 3    |
| KTM-19KT | 33   |